# Awilix
Awilix ( /äwiˈliʃ/ ) (también escrito Ahuilix , Auilix y Avilix ) fue una diosa (o posiblemente un dios ) de los mayas quiché del Posclásico, que tenían el reino postclásico más grande en las tierras altas de Guatemala en esa época, Ella era la deidad patrona del linaje noble Nijaʼibʼ en la capital quiché Qʼumarkaj, con un gran templo en la ciudad. Awilix era una diosa de la Luna y una diosa de la noche aunque algunos estudios se refieren a la deidad como masculina. Awilix posiblemente se derivó de la diosa de la luna maya de las tierras bajas del período Clásico o de Cʼabawil Ix, la diosa de la Luna de los mayas chontales .

## Etimología
Se han sugerido orígenes alternativos para el origen del nombre de la diosa, se ha sugerido que "awilix" deriva de kwilix o wilix en el idioma maya Qʼeqchiʼ, que significa " golondrina " (el pájaro). También se ha sugerido que el linaje Nijaʼibʼ provenía originalmente de la zona del Pico de Orizaba, en el centro de México, migrando desde el área alrededor de ésta montaña. Esta zona era conocida antiguamente en su nombre náhuatl como Awilizapan, y es posible que los Nijaʼibʼ derivaran el nombre de su deidad patrona y de su montaña principal de su lugar de origen, que llevaban el mismo nombre.

## Templo de Awilix
En Q'umarkaj, el templo de Awilix se encontraba frente al templo de Tohil, al otro lado de una pequeña plaza. Estaba en el lado este de la plaza, con una escalera que daba acceso desde el oeste. Las investigaciones en el templo han revelado que predominaban las imágenes de águilas.El sumo sacerdote de Awilix era elegido del linaje Nija'ib' y se le llamaba Ajaw Awilix .
Originalmente este templo estaba formado por una gran plataforma rectangular que sostenía una plataforma más pequeña y una estructura de templo en el lado este. Una amplia escalera subía por el lado oeste del templo, estaba flanqueada en el nivel inferior por dos grandes paneles de talud-tablero .La mampostería exterior del edificio ha sido completamente desmantelada. Hubo cuatro fases principales de construcción y hay evidencia de que el templo había sido reparado varias veces antes de la conquista española. El piso debajo de la tercera fase de construcción había sido pintado de verde oscuro. Las investigaciones arqueológicas encontraron fragmentos de quemadores de incienso debajo de la primera fase de construcción.